# 新泰仁駅
新泰仁駅（シンテインえき）は、大韓民国全北特別自治道井邑市にある韓国鉄道公社（KORAIL）の駅である。

## 利用可能な路線
- 韓国鉄道公社
  - 湖南線

## 駅構造
- 島式ホーム2面4線の地上駅。

## 歴史
- 1912年12月1日 - 開業。

## 隣の駅
韓国鉄道公社
湖南線
金堤駅 - (甘谷駅) - 新泰仁駅 - (楚江駅) - 井邑駅